# Aurore (roman)
Pour les articles homonymes, voir Aurore.
Aurore (titre original : Dawn), est le troisième tome du deuxième cycle (La Dernière Prophétie) de la série La Guerre des clans. 
La série a été écrite par Erin Hunter. Il raconte comment les élus ont persuadé leur clan de quitter la forêt ainsi que le voyage vers leur nouveau territoire.

## Résumé
Dans le prologue, les Clans se rendent à l'Assemblée, et ils discutent de la destruction de la forêt. Les bipèdes arrivent et détruisent les arbres majestueux.
Les élus arrivent sur leur territoire et sont arrêtés par une patrouille du Clan du Vent. Ils sont surpris par leur maigreur. Nuage Noir rentre à son camp, suivi de Pelage d'Or, mais Pelage d'Orage suit les élus du Clan du Tonnerre. Arrivés au camp, ils découvrent Museau Cendré, qui leur explique le déménagement aux Rochers du Soleil à cause des Bipèdes. Pelage d'Orage rentre chez lui après avoir informé son père de la mort de Jolie Plume. Griffe de Ronce et Nuage d'Écureuil s'entretiennent avec Étoile de Feu au sujet de la prophétie de Minuit : il faut partir ou mourir !
Pendant ce temps, Nuage de Feuille fait la rencontre des chats prisonniers des Bipèdes, alors qu'elle-même a été enlevée. Grâce à Jessie, elle reprend confiance en elle et soigne même un chat errant, après une blessure infligée par un Bipède. Elle fait la connaissance de Sacha, la mère de Papillon et de Plume de Faucon - et, on le sait plus tard, la compagne d'Étoile du Tigre !
Les clans se réunissent aux Quatre Chênes pour observer un signe du Clan des Étoiles, en vain. La nuit suivant la réunion interrompue (chaque chef s'en est allé peu à peu), Nuage d'Écureuil voit en rêve sa sœur emprisonnée dans une cage. Au matin, elle décide d'aller sauver l'apprentie guérisseuse ainsi que tous les autres prisonniers. Les Bipèdes sont en train de charger les cages contenant les chats prisonniers dans un monstre quand Plume Grise organise en hâte une patrouille pour les libérer. Ils réussissent à s'échapper, mais le lieutenant se fait capturer !
De retour au camp, Nuage de Feuille reprend son rôle d'apprentie guérisseuse et Jessie l'aide beaucoup en distrayant Petit Frêne et en persuadant Fleur de Bruyère de s'occuper de lui (elle est bouleversé par la mort de ses enfants à cause de la famine : Nuage de Musaraigne, Petit Laurier et Petit Sapin).
Le Clan du Vent vient demander asile au Clan du Tonnerre, le Clan de l'Ombre également après la destruction des deux camp par les dévoreurs d'arbres (monstres géants). Tous les Clans décident de partir le lendemain à l'aube. Certains anciens restent au camp du Clan de la Rivière pour veiller sur Patte de Pierre, mourant, mais aussi car ils se sentent incapables de voyager. 
Arrivés aux Hautes-Pierres, les clans voient une étoile filante traverser le ciel : c'est le signe du Clan des Étoiles ! (il faut aller par-delà les montagnes). Durant le voyage, beaucoup seront blessés et Nuage de Fumée trouvera la mort en tombant d'une falaise.
La tribu de l'Eau Vive accueillit les clans (qui désormais n'en formait plus qu'un seul) et les nourrit. Nuage Noir reçut son nom de guerrier, Plume de Jais, dans la caverne des chats des Montagnes. Pelage d'Orage décida de rester avec Source et la Tribu. Après avoir traversé une étendue boisée, les clans arrivent à l'aube à un lac, dans lequel se reflètent les étoiles : c'est le Nouveau Domaine des Cinq Clans.

## Parutions
Aurore est sorti en Angleterre en 2005. Il est paru en France en 2009 dans une traduction d'Aude Carlier. Publié aussi en version de poche, la version numérique est également sortie en 2013.